# Maltesiske tredje division
Maltesiske tredje division (engelsk: Maltese Third Division) eller BOV Third Division (efter sponsoren Bank of Valetta) er den laveste maltesiske fodboldrække. 